# Église Notre-Dame de Fontaine-le-Comte
L'église Notre-Dame est située à Fontaine-le-Comte, dans la Vienne.

## Description
L'abbaye fait partie des bâtiments à avoir été classés monument historique dès la première liste de 1840.
Quand on arrive de Poitiers par la nationale 11, on découvre l'abbaye à flanc de coteau, bien dégagée, notamment son chevet, avec le vallon verdoyant au premier plan.

### L'extérieur
Pour accéder à l'église, il faut descendre six marches et arriver à un petit parvis. La haute façade a connu des reprises au XIIIe siècle : porte en plein cintre mais avec des moulures toriques et des chapiteaux à crochets, à gauche, et une très grande fenêtre gothique depuis longtemps obstruée.
Le chevet est composé d'une abside en hémicycle et de deux absidioles. Il est épaulé par des contreforts plats.
L'église est longue de 53 m et large de 29 m.
Au nord de l'abbatiale, se regroupent les bâtiments abbatiaux, autour d'un cloître. On y accédait par un passage coupant le rez-de-chaussée du logis abbatial, qui prolonge l'église à l'ouest. Au-dessus de l'entrée, une bretèche constituée de deux mâchicoulis porte l'écusson de l'abbé François Ardillon. Le côté ouest du cloître est fermé par le logis abbatial et par un bâtiment qui était sans doute l'infirmerie. Du côté nord, subsiste une partie de la cuisine et du réfectoire. À l'est, en prolongement du transept de l'abbatiale, l'actuelle sacristie correspond à une partie de la salle du chapitre.

### L'intérieur
À l'entrée de l'abbatiale, un palier est entouré de deux espaces dont à gauche pour les fonts baptismaux à cuve octogonale. Ce palier permet d'avoir une vue d'ensemble de l'édifice qui fut construit d'un seul jet, peu après le départ du fondateur de l'abbaye, Geoffroy de Loriol, pour le siège épiscopal de Bordeaux en 1136. Il faut encore descendre sept marches pour arriver au niveau de la nef.

#### La nef
Elle se caractérise par sa longueur : 55 m et par sa sobriété. C'est un vaisseau unique sans collatéraux. Il est éclairé de chaque côté par des fenêtres en arc légèrement brisé, qui primitivement pénétraient dans les voûtes. Les chapiteaux qui portaient les doubleaux de la voûte originelle sont nus. L'édifice est donc d'une grande simplicité et d'une grande pureté.
Les vitraux avec leur dessin abstrait constitué d'un réseau de traits à tonalité bleu clair, soulignent la sobriété de la nef. Ils datent de 1999. Ils sont dus au maître verrier Coline Fabre de Tours. Les autres vitraux du transept et du chœur sont du même verrier mais datent de 1995.
La voûte primitive était beaucoup plus haute que la charpente contemporaine comme l'indique le pignon occidental. La voûte du XIIe siècle a été détruite au cours de la guerre de Cent Ans, avec la toiture, qui a été de nouveau détruite au cours des guerres de religion. Elle est actuellement plafonnée depuis 1790. Elle a d'abord, été remplacée par une voûte en brique et plâtre dans les années 1825, puis par une voûte en bois en 1988-1989.

#### Le transept
Il apparait en Poitou vers 1007-1014 d'abord à Nouaillé. Plus d'une centaine d'églises romanes du Poitou ont eu des transepts car il permet d'avoir un plan en forme de croix latine. Il permet aussi une transition entre la nef et le sanctuaire. Enfin, pour une abbaye, il permet d'avoir un accès aux bâtiments conventuels.
Les bras du transept sont voutés en berceau brisé. Quatre arcs brisés encadrent la voûte du carré du transept aux huit nervures de style gothique. Les chapiteaux des colonnes engagées couplées qui portent ces arcs sont lisses, sauf à l'angle Sud-Ouest où les crochets sont une réfection du XIIIe siècle.
Chaque bras du transept a une absidiole. Le bras Nord ouvre sur une sacristie. C'était l'ancienne salle capitulaire de l'abbaye.

#### Le chœur
Il comprend une travée et une abside semi-circulaire. Il est éclairé par sept fenêtres en plein cintre ébrasées. C'est un nombre exceptionnel pour une abside cistercienne, le nombre étant traditionnellement de trois, symbole de la Trinité. Elle est voutée en cul-de-four brisé.
La relative pénombre de la nef contraste avec la clarté du chœur. Il est le symbole du croyant qui va de la pénombre vers la lumière divine.

### Le mobilier
Le mobilier ancien date de la réfection de l'abbatiale par les Génovéfains au début du XVIIIe siècle.
Les stalles sont à motifs de rocaille. Elles sont au nombre de sept de part et d'autre du siège de l'abbé. Les miséricordes sont très simplement ornées de feuillages. Celles qui entourent le siège de l'abbé ont, particularité, une tête. Deux de ces stalles qui avaient été transportées dans l'église de Vouneuil-sous-Biard, ont été récemment réinstallées. Les stalles datent de 1720 et sont classées monument historique depuis 1928.
Dans le bras sud du transept, contre le mur sud, un buffet de sacristie à deux corps des années 1700-1725. Il est classé Monument Historique depuis 1928.
Sur l'autel de l'absidiole de ce bras sud se trouve le tabernacle. Il est en bois peint et doré. Il date de la fin du XVIIe siècle. Il proviendrait de l'abbaye du Pin. À droite de l'absidiole, la statue de saint Joseph avec à son côté l'enfant Jésus debout sur un globe étoilé.
À droite à l'entrée du chœur, une statue du XVIIe siècle de la Vierge à l'Enfant. Elle est en bois doré et polychrome. À gauche, sur un panneau de bois, le Christ bénissant et tenant un livre ouvert. Ce panneau appartient à la chaire à prêcher dont la partie basse est à sa place d'origine, dans la nef, à gauche, près du transept. Ce panneau portait l'abat-son. Ce dernier était surmonté d'un ange avec une trompette présenté actuellement au début du chœur, à gauche. Sur la partie basse de la chaire, des panneaux représentent les quatre Évangélistes et leurs figures symboliques : l'homme pour saint Matthieu, le lion pour saint Marc, le taureau pour saint Luc et l'aigle pour saint Jean.

## Galerie d'images

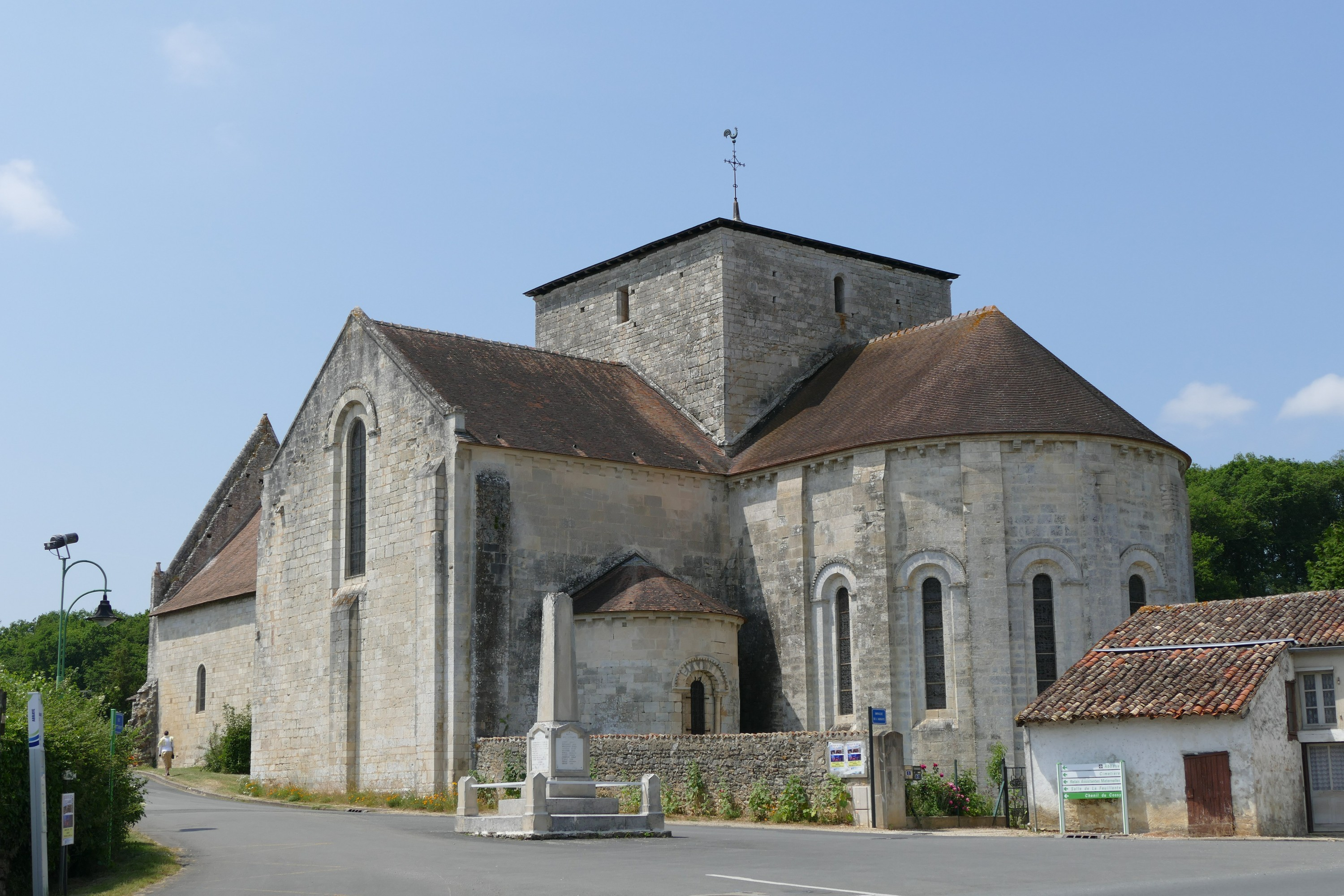
Le chevet
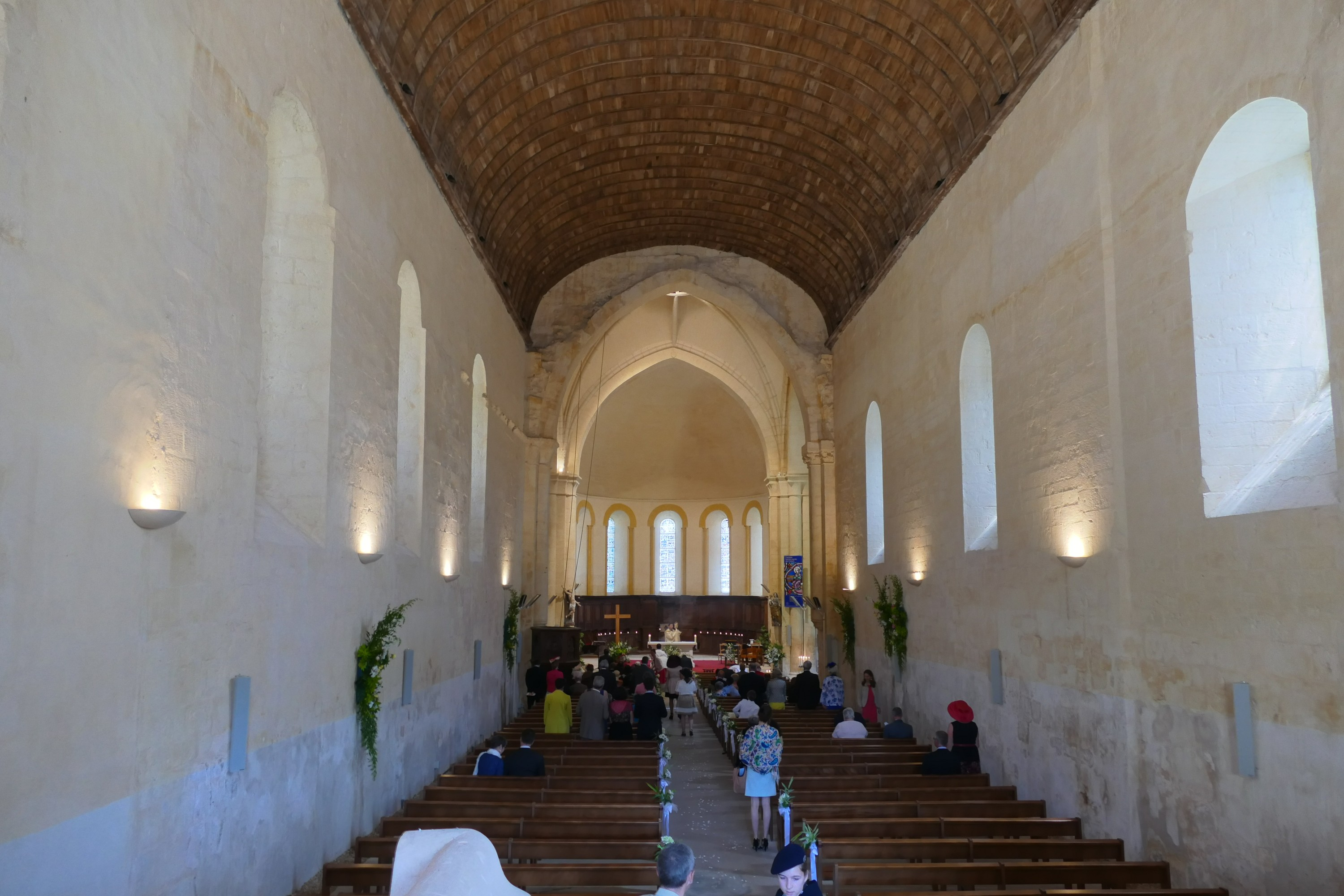
La nef
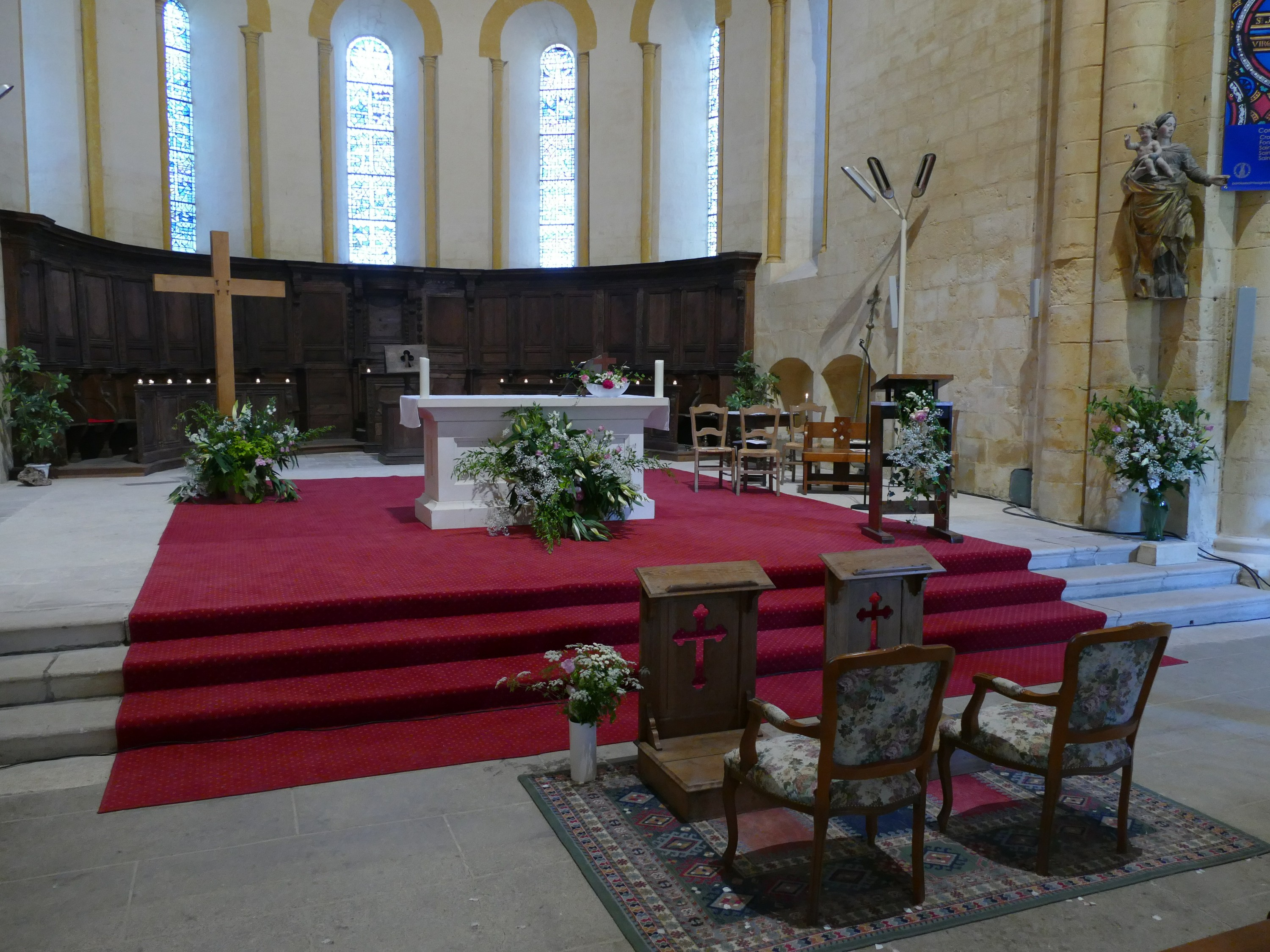
Le chœur
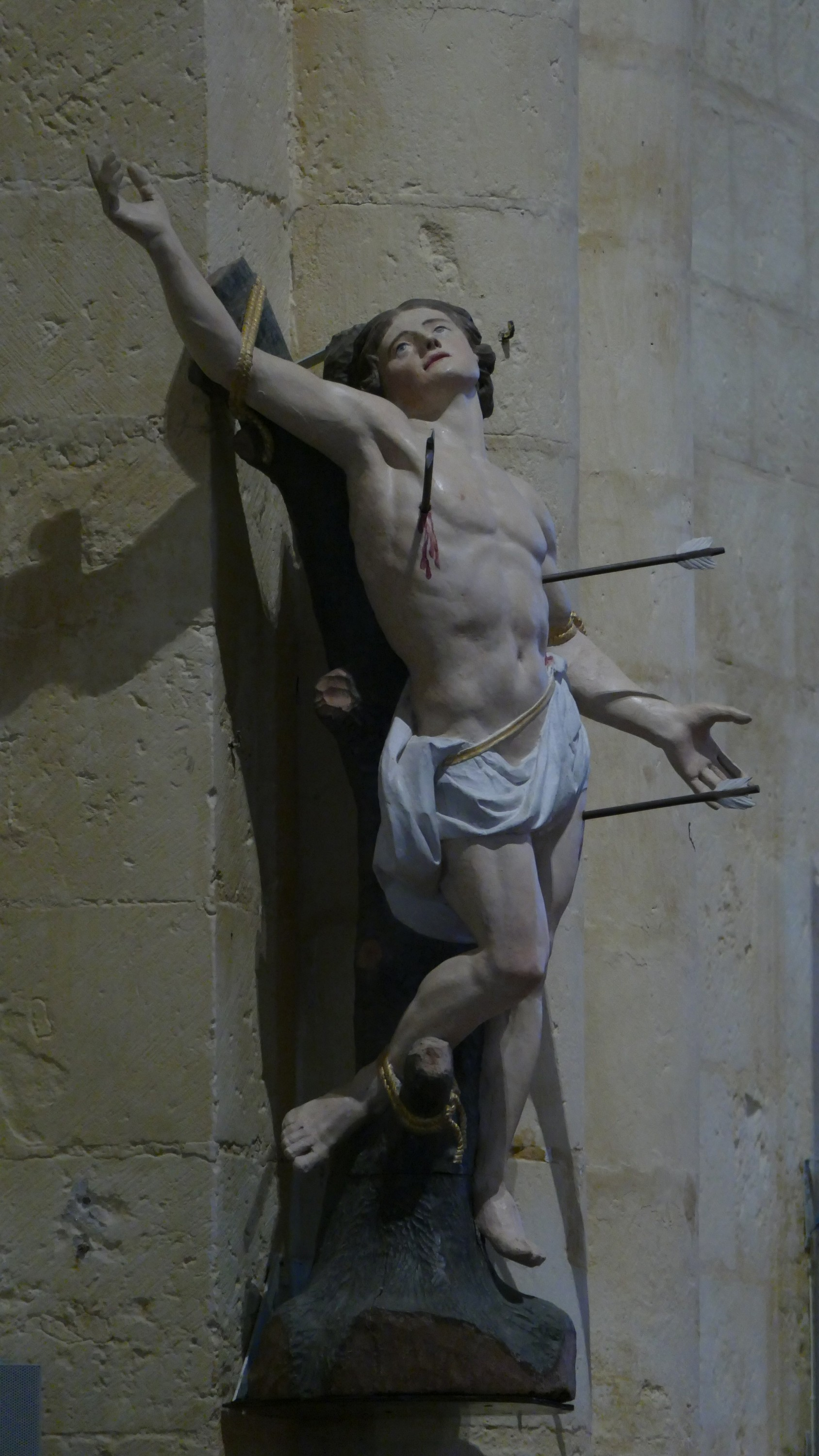
Statue de saint Sébatien
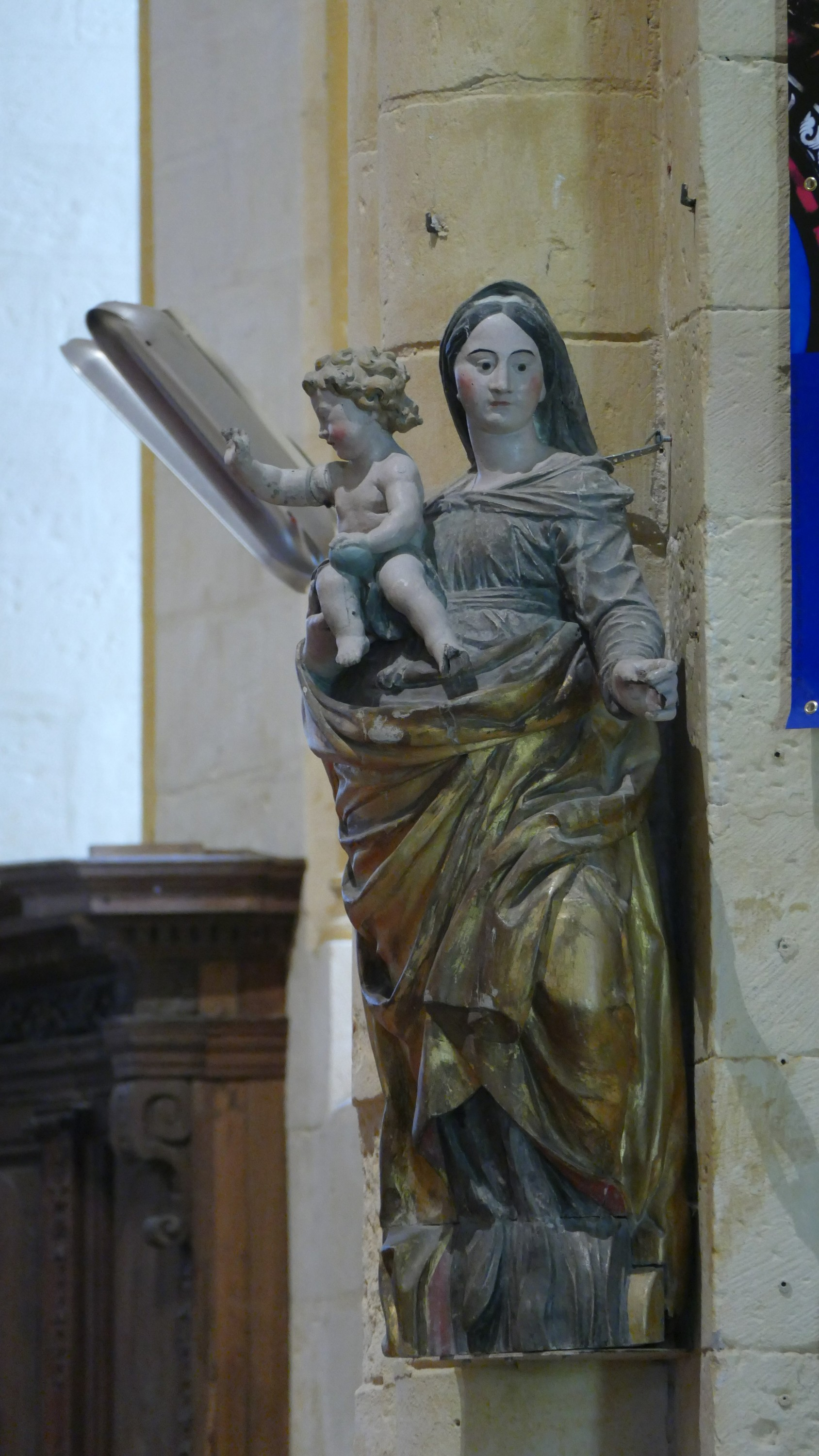
Statue de la Vierge à l'Enfant
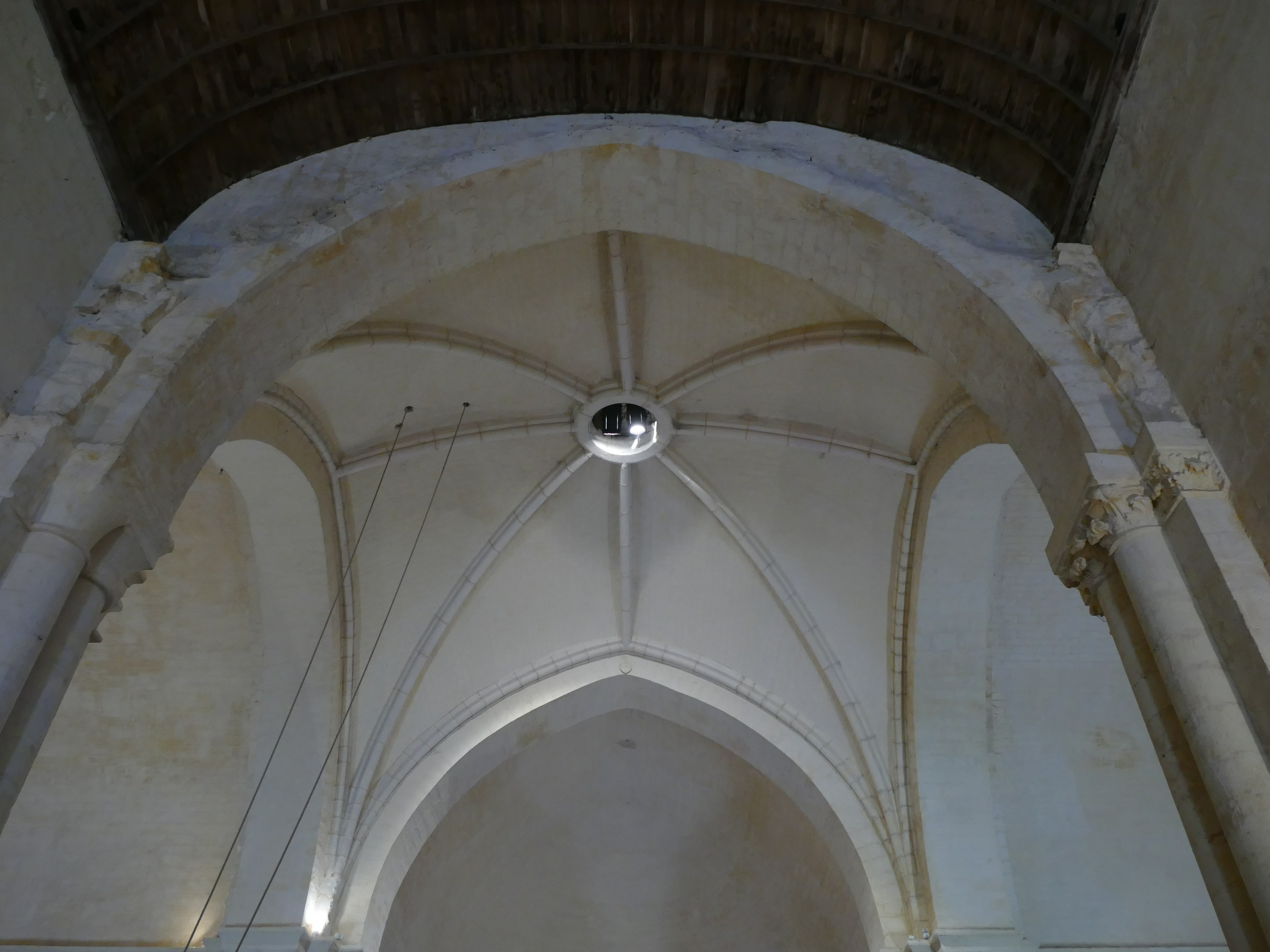
La voûte